# قلعه ماتسوموتو
قلعه ماتسوموتو (به ژاپنی: 松本城 Matsumoto-jō) یک قلعه ژاپنی است که در ماتسوموتو، ناگانو، استان ناگانو در ژاپن واقع شده‌است.